# Sarunetes
Els sarunetes (llatí: Sarunetes) foren un poble alpí a les valls de les fonts del Rin. El seu nom va quedar en la comarca suïssa de Sargans, entre Chur (Coira) i el llac Constança. El nom dels nantuates esmentat per Juli Cèsar a l'Alt Rin, damunt els helvecis, podria ser una deformació de sarunetes.
Segons Plini el Vell, era un dels pobles que es mencionen a la inscripció del Trofeu dels Alps, on consten les tribus alpines a les que va vèncer August.